# Технореализм
Технореализм — мировоззренческая концепция, призванная найти «золотую середину» между технооптимизмом и технопессимизмом. Сторонники технореализма пытаются абстрагироваться от полярных воззрений на влияние технологий на развитие общества. Концепция технореализма строится на основе адекватной оценки социальных и политических процессов, запущенных под влиянием технологий, многостороннего анализа исторического контекста, общественных предрассудков и стереотипов. Согласно технореализму, технологии, под давлением множества факторов, могут оказывать на общество, как негативное, так и позитивное влияние.

### Истоки технореализма
Впервые термин «технореализм» был использован в 1998 году. Эндрю Шапиро, Дэвид Шенк и Стивен Джонсон опубликовали «Манифест технореализма», в котором изложили основные идеи концепции. Изначальный текст был посвящен роли современных IT-технологий в обществе и направлен на формирование реалистического представления о месте технологий в социуме, однако, затем многие его положения стали поводом для дискуссий о биологических технологиях и нанотехнологиях.

### Манифест технореализма
Манифест содержит 8 пунктов-принципов, согласно которым:
1. Технологии не нейтральны.
Большим заблуждением нашего времен является представление о том, что технологии полностью свободны от предвзятости, что, поскольку они неодушевленные артефакты, они не влияют на наши решения и специфику деятельности. На самом деле технологии всегда предполагают сознательное или непреднамеренное усвоение определённых социальных, политических и экономических идей. Каждое техническое приспособление формирует у человека, который его использует, специфический взгляд на мир и способы коммуникации с другими членами общества. Крайне важно, чтобы все мы учитывали эту тенденциозность технологий и осознавали, как они влияют на наши ценности и предпочтения.
2. Интернет революционен, но не утопичен.
Сеть — выдающееся изобретение в области коммуникаций, открывающее множество новых возможностей для бизнеса, государственной деятельности и личного общения. По мере своего роста и развития Интернет становится все более полным и точным отражением общества во всей его сложности. Будучи орудием просвещения и развития, Сеть, вместе с тем, тиражирует немало болезненных, извращенных или просто банальных явлений человеческой природы.
3. Государство играет очень важную роль в электронном сообществе.
Вопреки надеждам некоторых лиц, киберпространство не может рассматриваться как особая зона юрисдикции, отделенная от всего мира. Разумеется, государство обязано уважать правила и обычаи, принятые в киберпространстве, и не должно уничтожать этот новый культурный мир грубым вмешательством и цензурой, но, глупо полагать, что общество не имеет права контролировать поведение отдельных граждан и корпораций в Сети. Реализуя свою роль представителя интересов всех граждан, гаранта демократических ценностей, государство может и обязано заботиться об интеграции «виртуального» сообщества в традиционный социум.
Например, технологические стандарты и вопросы приватности слишком важны, чтобы доверять их только рынку. Конкурирующие фирмы, производящие программное обеспечение, мало заинтересованы в сохранении открытых стандартов, необходимых для полноценного функционирования интерактивной сети. Рынки поощряют инновации, но они не обязательно обеспечивают общественный интерес.
4. Информация — ещё не знание.
В мире, который окружает нас, информация распространяется все быстрее, она становится дешевле и доступнее. Такие успехи впечатляют. Однако распространение информации в очередной раз бросает вызов человеческому разуму и скептицизму. Мы не должны смешивать умение обрабатывать или передавать информацию с более трудной задачей её превращения в мудрость и знания. Какими бы мощными ни были наши компьютеры, они не могут заменить наших познавательных навыков, наших способностей восприятия, мышления и оценки.
5. Подключение всех школ к Интернету не панацея.
Проблемы школьного образования — это, в первую очередь, проблемы недостаточного финансирования, переполненных классов, устаревшей инфраструктуры и отсутствия стандартов. Эти проблемы не имеют ничего общего с технологией. Педагогическое искусство нельзя заменить компьютерами или Интернетом.
6. Информация должна быть защищенной.
Киберпространство и другие новейшие технологии бросают вызов нашим авторским правам и существующим нормам защиты интеллектуальной собственности. Необходимо обновить законы и практику их толкования, для того чтобы информация в Интернете была столь же защищенной, как и в других масс-медиа. Цель должна оставаться той же самой: дать авторам столько прав, чтобы они были заинтересованы создавать новые произведения, а обществу оставить право справедливо распоряжаться этими ценностями на благо всех.
7. Общество должно быть полноправным владельцем электронного эфира.
Недавние события показали, что частные корпорации-провайдеры идут на сокращение времени общественных трансляций, сужение сферы публичности в сфере информатики. Граждане должны иметь доступ к общественным ресурсам, использовать телевизионные и радио- каналы для получения образования, удовлетворения культурных и общественных потребностей. Мы должны требовать права личного использования общественной собственности.
8. Владение информационной культурой должно стать необходимым компонентом гражданской системы воспитания.

В мире, погруженном в потоки информации, аппаратура и программы становятся необычайно мощными социальными силами. Понимание их сильных сторон и недостатков, участие в их создании и совершенствовании необходимо рассматривать как часть гражданских прав личности. Технические устройства начинают влиять на нашу жизнь не меньше, чем законы, которым мы привыкли подчиняться, а значит, мы должны распространить на них соответствующие меры демократического контроля.

### Идеи технореализма в научных исследованиях
Концепция технореализма на практических примерах была рассмотрена в книге «Инфраструктура свободы» в 2013 году. Авторы исследования рассматривают, как технологии объединяют людей и их институции и помогают им жить вместе. В качестве одного из примеров исследователи приводят тепловые радиаторы, которые, по их мнению, продолжают поддерживать идеи коммунального проживания, бывшие в Советском Союзе. На примере данных устройств, авторы приходят к выводу, что техника не может считаться самостоятельным, абстрагированным от жизни артефактом, как считают сторонники технопессимизма и технооптимизма. Напротив, техника, согласно взглядам технорелаистов, всегда подчинена социоисторическим факторам.
Другой исследователь, Лэнгдон Виннер, также рассматривает технологии в социальном контексте. В одной из глав своей книги «The Whale and the Reactor: A Search for Limits in an Age of High Technology» философ технологий рассматривает дизайн мостов, соединяющих Нью-Йорк и Лонг-Айленд, как способ разъединения социальных классов друг от друга.

### Критика технореализма
Идеи технореализма были сформулированы как критический ответ двум противоположным концепциям — технооптимизму и технореализму. Однако, спустя время, теоретики медиа и технологий пришли к выводу о необходимости пересмотреть идеи самого технореализма. Так, Невилл Холмс сформулировал собственные принципы технореализма в противовес и на основе уже имеющихся:
- Технологии нейтральны.

Выводя этот тезис, Холмс опровергает идею технореалистов об усвоении технологиями социальных, политических и экономических идей. По мнению исследователя, главным моментом в процессе создания техники является то, что инженеры-технологи всего лишь выполняют свои рабочие задачи перед работодателем, вследствие чего не могут быть политически или экономически ангажированными
- Интернет — это всего лишь современный этап в эволюции технологий, которая лежит в основе существования человеческой цивилизации.

Теоретик технологий не считает Интернет прорывом в области коммуникации, и отводит ему место в длинной цепи технических приспособлений для общения, куда входят телефон, телеграф, письма и т. д.
- Государство играет важную роль в предоставлении преимуществ от цифровых технологий обществу.

Холмс обвиняет технореалистов в слишком возвышенном толковании термина «киберпространство» как нового культурного мира, отдельного места юрисдикции. По его мнению, «кибепространство» — это ишь хранилище цифровых данных и процесс их передачи.
- Люди обрабатывают информацию, машины — данные.

Холмс настаивает на четком разделении понятий «информация», понимаемое им как значение, которые люди дают данным, и «данные», которые он считает способом репрезентации идей и фактов. Следовательно, тезис технореалистов о незаменимости человеческих способностей мышления и восприятия некорректен, так как техника вовсе не соперничает с человеком в гонке по переработке информации.
- Образование — одно из основных прав человека, но оно должно реализовываться, в первую очередь, посредством семьи и общества, а не при помощи школ или технологий.

Исследователь считает, что первую и основную роль в образовании человека играет его семья, потому он считает, что не рационально сосредотачивать свое внимание на вопросах компьютеризации обучения, как это делают адепты технореализма.
- Факты и идеи должны быть использованы в целях достижения общественного блага.

Н. Холмс считает абсурдным разделять авторские права в киберпространстве с авторскими правами в реальной жизни. По мнению теоретика медиа, вопрос об авторских правах должен рассматриваться совокупно, вне зависимости от платформ и особенностей информационных технологий.
- Общество должно контролировать электронный эфир в целях достижения общественного блага.

Как и в предыдущем пункте, Холмс считает, что технологии должны быть использованы обществом в благих целях. Основной объект его критики — слово «выгода», которое технореалисты используют в формулировке седьмого принципа своего манифеста. Н. Холмс считает, что термин «выгода» характерен для экономической сферы По его же мнению, сфера применения технологий не экономика, а социум.
- Использование технологий с целью уменьшения неравенства между людьми должно стать необходимым компонентом гражданской системы воспитания.

Н. Холмс считает, что технореалисты склонны гиперболизировать важность технологий в жизни общества. По его мнению, невозможно размышлять о вопросах информационной культуры как о гражданских правах, пока полностью не преодолено социальное неравенство. Именно поэтому теоретик медиа считает, что технологии должны на данный момент помочь устранить социальные разрывы, а не становиться объектом легитимизации.,